# Albert Johnson (Kugelstoßer)
Albert Johnson (* 16. Oktober 1878; † Oktober 1971 in Spencer, Nebraska) war ein US-amerikanischer Kugelstoßer und Hammerwerfer.
Bei den Olympischen Spielen 1904 in St. Louis wurde er jeweils Sechster im Kugelstoßen und im Hammerwurf.

## Persönliche Bestleistungen
- Kugelstoßen: 10,30 m, 1904
- Hammerwurf: 40,00 m, 1904